# Dan Fâșie
Dan Gheorghe Fâșie (ur. 1 lutego 1987) – rumuński judoka. Olimpijczyk z Londynu 2012, gdzie zajął siedemnaste miejsce w wadze półlekkiej.
Piąty na mistrzostwach świata w 2009; uczestnik zawodów w 2010 i 2011. Startował w Pucharze Świata w latach 2005 i 2007-2015. Piąty na mistrzostwach Europy w 2010 i trzeci w drużynie tym samym roku.

## Letnie Igrzyska Olimpijskie 2012
| Konkurencja | Eliminacje           | Klas. końcowa |
| Konkurencja | Przeciwnik I         | Miejsce       |
| ----------- | -------------------- | ------------- |
| 66 kg       | David Larose (FRA) P | 17.           |